# بوسو ريدوندو
بوسو ريدوندو بلدية في ولاية سانتا كاتارينا في المنطقة الجنوبية من البرازيل.

## مشاهير
لوتار سيوردت - باحث متميز في بيئة المراعي.